# Canton de Bologne
Le canton de Bologne est une circonscription électorale française du département de la Haute-Marne.

## Histoire
Un nouveau découpage territorial de la Haute-Marne entre en vigueur à l'occasion des élections départementales de 2015. Il est défini par le décret du 17 février 2014, en application des lois du 17 mai 2013 (loi organique 2013-402 et loi 2013-403). Les conseillers départementaux sont, à compter de ces élections, élus au scrutin majoritaire binominal mixte. Les électeurs de chaque canton élisent au Conseil départemental, nouvelle appellation du Conseil général, deux membres de sexe différent, qui se présentent en binôme de candidats. Les conseillers départementaux sont élus pour 6 ans au scrutin binominal majoritaire à deux tours, l'accès au second tour nécessitant 12,5 % des inscrits au 1er tour. En outre la totalité des conseillers départementaux est renouvelée. Ce nouveau mode de scrutin nécessite un redécoupage des cantons dont le nombre est divisé par deux avec arrondi à l'unité impaire supérieure si ce nombre n'est pas entier impair, assorti de conditions de seuils minimaux. Dans la Haute-Marne, le nombre de cantons passe ainsi de 32 à 17.
Le canton de Bologne est formé de communes des anciens cantons d'Andelot-Blancheville (15 communes), de Vignory (16 communes), de Doulaincourt-Saucourt (5 communes) et de Juzennecourt (2 communes). Avec ce redécoupage administratif, le territoire du canton s'affranchit des limites d'arrondissements, avec 33 communes incluses dans l'arrondissement de Chaumont et 5 dans celui de Saint-Dizier. Le bureau centralisateur est situé à Bologne.

## Représentation
| Période élective | Période élective | Mandat | Mandat   | Identité                 | Nuance | Nuance | Qualité |
| ---------------- | ---------------- | ------ | -------- | ------------------------ | ------ | ------ | --- |
| 2015             | 2021             | 2015   | 2021     | Brigitte Fischer-Patriat |        | LR     | Agricultrice à Vouécourt Présidente de la 5e commission (environnement et tourisme) |
| 2015             | 2021             | 2015   | 2021     | Nicolas Lacroix          |        | LR     | Directeur de cabinet du maire de Chaumont Ancien maire de Bourdons-sur-Rognon Président de la Communauté de communes de la Vallée du Rognon, puis de la Communauté de communes Meuse Rognon Président du Conseil départemental |
| 2021             | 2028             | 2021   | en cours | Brigitte Fischer Patriat |        | LR     | Conseillère sortante |
| 2021             | 2028             | 2021   | en cours | Nicolas Lacroix          |        | LR     | Conseiller sortant Président du conseil départemental |

### Résultats détaillés

#### Élections de juin 2021
Le premier tour des élections départementales de 2021 est marqué par un très faible taux de participation (33,26 % au niveau national). Dans le canton de Bologne, ce taux de participation est de 43,45 % (3 487 votants sur 8 025 inscrits) contre 36,26 % au niveau départemental. À l'issue de ce premier tour,  le binôme constitué de Brigitte Fischer Patriat et Nicolas Lacroix (LR , 74,5 %), est élu avec 74,5 % des suffrages exprimés.

### Élections départementales de mars 2015
| Candidats            | Candidats                | Partis      | Partis      | Premier tour | Premier tour | Second tour | Second tour |
| Candidats            | Candidats                | Partis      | Partis      | Voix         | %            | Voix        | %           |
| -------------------- | ------------------------ | ----------- | ----------- | ------------ | ------------ | ----------- | ----------- |
| 1                    | Brigitte Fischer-Patriat |             | UMP         | 1 624        | 34,84        | 1 893       | 38,22       |
| 1                    | Nicolas Lacroix          |             | UMP         | 1 624        | 34,84        | 1 893       | 38,22       |
| 2                    | Denis Maillot*           |             | PS          | 1 408        | 30,21        | 1 400       | 28,27       |
| 2                    | Catherine Michel         |             | PS          | 1 408        | 30,21        | 1 400       | 28,27       |
| 3                    | Aude Chatelain           |             | FN          | 1 629        | 34,95        | 1 660       | 33,52       |
| 3                    | Frédéric Fabre           |             | FN          | 1 629        | 34,95        | 1 660       | 33,52       |
|                      |                          |             |             |              |              |             |             |
| Inscrits             | Inscrits                 | Inscrits    | Inscrits    | 8 270        | 100,00       | 8 271       | 100,00      |
| Abstentions          | Abstentions              | Abstentions | Abstentions | 3 314        | 40,07        | 3 112       | 37,63       |
| Votants              | Votants                  | Votants     | Votants     | 4 956        | 59,93        | 5 159       | 62,37       |
| Blancs               | Blancs                   | Blancs      | Blancs      | 182          | 3,67         | 151         | 2,93        |
| Nuls                 | Nuls                     | Nuls        | Nuls        | 113          | 2,28         | 55          | 1,07        |
| Exprimés             | Exprimés                 | Exprimés    | Exprimés    | 4 661        | 94,05        | 4 953       | 96,01       |
| * conseiller sortant |                          |             |             |              |              |             |             |

À l'issue du 1er tour des élections départementales de 2015, trois binômes sont en ballotage : Aude Chatelain et Frédéric Fabre (FN, 34,95 %), Brigitte Fischer Patriat et Nicolas Lacroix (UMP, 34,84 %) et Denis Maillot et Catherine Michel (PS, 30,21 %). Le taux de participation est de 59,91 % (4 956 votants sur 8 273 inscrits) contre 52,92 % au niveau départemental et 50,17 % au niveau national.
Au second tour, Brigitte Fischer Patriat et Nicolas Lacroix (UMP) sont élus avec 38,22 % des suffrages exprimés et un taux de participation de 62,36 % (1 893 voix pour 5 159 votants et 8 273 inscrits).

## Composition
Le canton de Bologne comprend trente-huit communes entières.
| Nom                             | Code Insee | Intercommunalité | Superficie (km2) | Population (dernière pop. légale) | Densité (hab./km2) | Modifier                                    |
| ------------------------------- | ---------- | ---------------- | ---------------- | --------------------------------- | ------------------ | ------------------------------------------- |
| Bologne (bureau centralisateur) | 52058      | CA de Chaumont   | 31,26            | 1 836 (2022)                      | 59                 | modifier les données · modifier les données |
| Andelot-Blancheville            | 52008      | CC Meuse Rognon  | 33,18            | 831 (2022)                        | 25                 | modifier les données · modifier les données |
| Annéville-la-Prairie            | 52011      | CA de Chaumont   | 5,22             | 94 (2022)                         | 18                 | modifier les données · modifier les données |
| Bourdons-sur-Rognon             | 52061      | CC Meuse Rognon  | 39,45            | 293 (2022)                        | 7,4                | modifier les données · modifier les données |
| Briaucourt                      | 52075      | CA de Chaumont   | 9,47             | 170 (2022)                        | 18                 | modifier les données · modifier les données |
| Cerisières                      | 52091      | CA de Chaumont   | 10,02            | 85 (2022)                         | 8,5                | modifier les données · modifier les données |
| Chantraines                     | 52107      | CC Meuse Rognon  | 10,42            | 201 (2022)                        | 19                 | modifier les données · modifier les données |
| Cirey-lès-Mareilles             | 52128      | CC Meuse Rognon  | 14,59            | 152 (2022)                        | 10                 | modifier les données · modifier les données |
| Consigny                        | 52142      | CC Meuse Rognon  | 10,95            | 77 (2022)                         | 7,0                | modifier les données · modifier les données |
| Daillancourt                    | 52160      | CA de Chaumont   | 7,91             | 61 (2022)                         | 7,7                | modifier les données · modifier les données |
| Darmannes                       | 52167      | CC Meuse Rognon  | 18,15            | 243 (2022)                        | 13                 | modifier les données · modifier les données |
| Domremy-Landéville              | 52173      | CC Meuse Rognon  | 18,64            | 75 (2022)                         | 4,0                | modifier les données · modifier les données |
| Doulaincourt-Saucourt           | 52177      | CC Meuse Rognon  | 43,86            | 753 (2022)                        | 17                 | modifier les données · modifier les données |
| Ecot-la-Combe                   | 52183      | CC Meuse Rognon  | 20,93            | 39 (2022)                         | 1,9                | modifier les données · modifier les données |
| Froncles                        | 52211      | CA de Chaumont   | 20,05            | 1 375 (2022)                      | 69                 | modifier les données · modifier les données |
| La Genevroye                    | 52214      | CA de Chaumont   | 2,83             | 29 (2022)                         | 10                 | modifier les données · modifier les données |
| Guindrecourt-sur-Blaise         | 52232      | CA de Chaumont   | 5,52             | 55 (2022)                         | 10,0               | modifier les données · modifier les données |
| Lamancine                       | 52260      | CA de Chaumont   | 4,48             | 124 (2022)                        | 28                 | modifier les données · modifier les données |
| Marbéville                      | 52310      | CA de Chaumont   | 17,71            | 100 (2022)                        | 5,6                | modifier les données · modifier les données |
| Mareilles                       | 52313      | CC Meuse Rognon  | 22,28            | 136 (2022)                        | 6,1                | modifier les données · modifier les données |
| Meures                          | 52322      | CA de Chaumont   | 8,17             | 131 (2022)                        | 16                 | modifier les données · modifier les données |
| Mirbel                          | 52326      | CA de Chaumont   | 6,08             | 37 (2022)                         | 6,1                | modifier les données · modifier les données |
| Montot-sur-Rognon               | 52335      | CC Meuse Rognon  | 7,84             | 111 (2022)                        | 14                 | modifier les données · modifier les données |
| Ormoy-lès-Sexfontaines          | 52367      | CA de Chaumont   | 5,53             | 40 (2022)                         | 7,2                | modifier les données · modifier les données |
| Oudincourt                      | 52371      | CA de Chaumont   | 7,44             | 140 (2022)                        | 19                 | modifier les données · modifier les données |
| Reynel                          | 52420      | CC Meuse Rognon  | 18,61            | 129 (2022)                        | 6,9                | modifier les données · modifier les données |
| Rimaucourt                      | 52423      | CC Meuse Rognon  | 20,26            | 615 (2022)                        | 30                 | modifier les données · modifier les données |
| Rochefort-sur-la-Côte           | 52428      | CA de Chaumont   | 5,18             | 65 (2022)                         | 13                 | modifier les données · modifier les données |
| Roches-Bettaincourt             | 52044      | CC Meuse Rognon  | 41,38            | 527 (2022)                        | 13                 | modifier les données · modifier les données |
| Rouécourt                       | 52436      | CA de Chaumont   | 7,82             | 49 (2022)                         | 6,3                | modifier les données · modifier les données |
| Sexfontaines                    | 52472      | CA de Chaumont   | 20,77            | 151 (2022)                        | 7,3                | modifier les données · modifier les données |
| Signéville                      | 52473      | CC Meuse Rognon  | 8,08             | 88 (2022)                         | 11                 | modifier les données · modifier les données |
| Soncourt-sur-Marne              | 52480      | CA de Chaumont   | 13,63            | 330 (2022)                        | 24                 | modifier les données · modifier les données |
| Viéville                        | 52522      | CA de Chaumont   | 11,18            | 336 (2022)                        | 30                 | modifier les données · modifier les données |
| Vignes-la-Côte                  | 52523      | CC Meuse Rognon  | 3,10             | 66 (2022)                         | 21                 | modifier les données · modifier les données |
| Vignory                         | 52524      | CA de Chaumont   | 19,46            | 219 (2022)                        | 11                 | modifier les données · modifier les données |
| Vouécourt                       | 52547      | CA de Chaumont   | 13,42            | 208 (2022)                        | 15                 | modifier les données · modifier les données |
| Vraincourt                      | 52548      | CA de Chaumont   | 3,48             | 84 (2022)                         | 24                 | modifier les données · modifier les données |
| Canton de Bologne               | 5201       |                  | 568,35           | 10 055 (2022)                     | 18                 | modifier les données                        |

## Démographie
En 2022, le canton comptait 10 055 habitants, en évolution de −5,56 % par rapport à 2016 (Haute-Marne : −4,62 %, France hors Mayotte : +2,11 %).
| 2013   | 2018   | 2022   |
| ------ | ------ | ------ |
| 10 805 | 10 482 | 10 055 |